# Fancy (Lied)
Fancy ist ein Lied der australischen Rapperin Iggy Azalea in Zusammenarbeit mit der britischen Sängerin und Songwriterin Charli XCX. Der Song wurde am 17. Februar 2014 veröffentlicht und ist Azaleas vierte Singleauskopplung aus ihrem Album The New Classic.
Der Song erreichte Platz 1 der Billboard Hot 100 und wurde somit Azaleas und Charli XCX’s erster Nummer-eins-Hit in den USA. Der Song wurde außerdem zum Billboard Sommerhit 2014 gewählt. Bei den Grammy Awards 2015 war Fancy in den Kategorien Record of the Year und Best Pop Duo or Group Performance nominiert.

## Musikalisches
Fancy ist ein Electro-Hop- und Dance-Pop-Song, welcher von Iggy Azalea und Charli XCX geschrieben worden ist und von dem Produzententeam The Invisible Men komponiert und produziert wurde. Der Song ist in c-Moll geschrieben, Charli XCX’s Stimmumfang reicht von G3 bis C5. Der im Viervierteltakt komponierte Song hat ein Tempo von 95 Schlägen pro Minute.

## Kritik

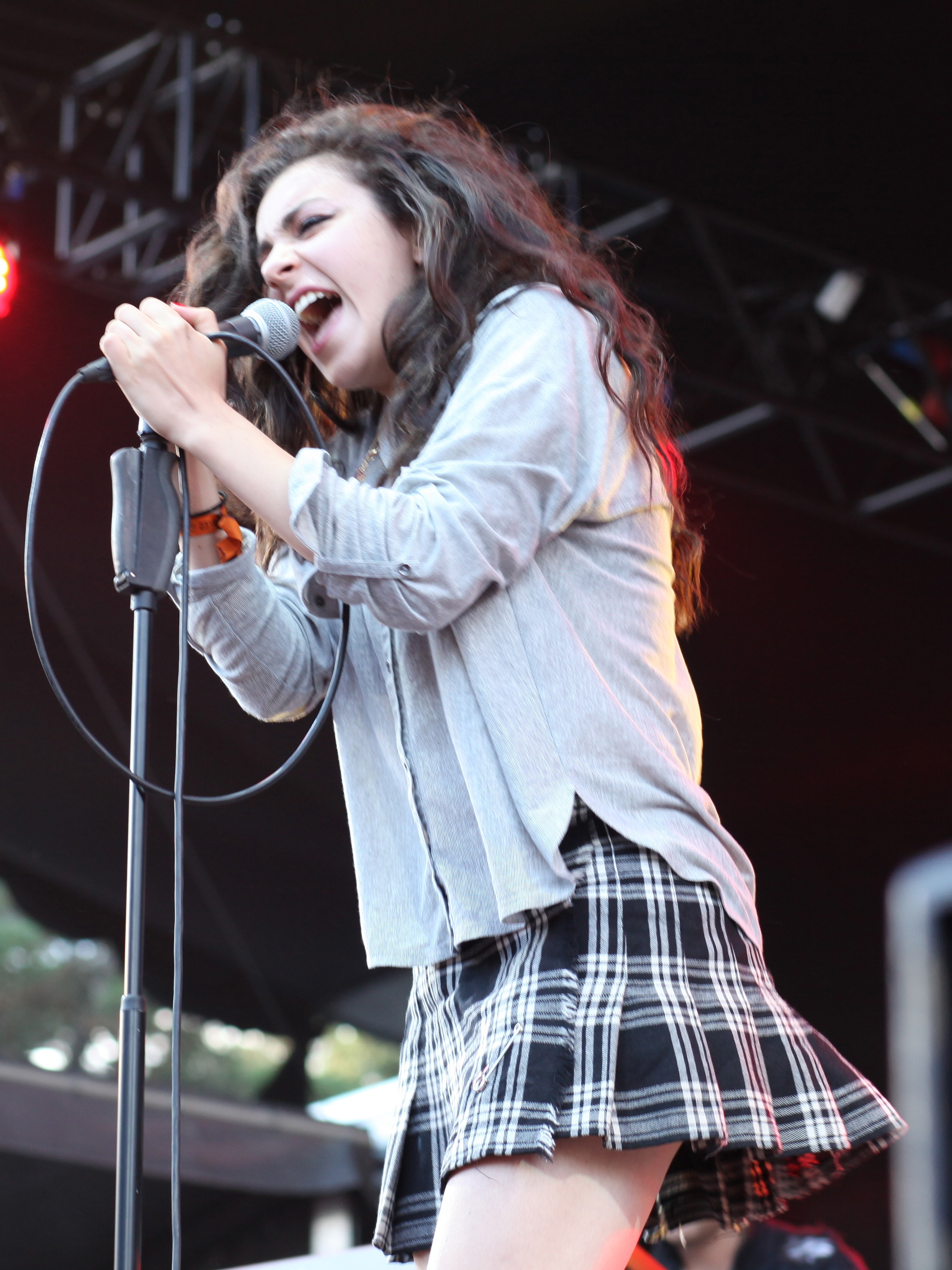
Charli XCX wurde für ihren Gesang gelobt.

Fancy erhielt gemischte bis positive Kritiken. Chris Tomas vom Hip Hop Wired schrieb, dass der Song „der Hit sein könnte, nach dem Iggy Azalea gesucht hatte“ und schrieb weiterhin „Charli XCX liefert einen sehr wirkungsvollen Gesang, den Frauen in Clubs und Autos mitsingen werden“. Mike Wass vom Idolator erklärte, dass der Song „das Duett ist, auf das wir alle warten“. Janice Llamoca beschrieb Fancy als „eine Hip-Hop-Slash-Pop Party Hymne, in der die Sängerinnen literarisch ihr Selbstbewusstsein zeigen“. Joe Gross vom Rolling Stone gab dem Song drei von fünf Sternen und schrieb „Azalea hantiert geschickt die Beats, während Charli XCX’s Ohrwurm Hookline alle [Zuhörer] festhält“.
Jamie Parmenter bemerkte, dass Fancy „Einflüsse von Missy Elliot besitzt“ und das Azalea „beinahe eine Parodie von sich selber spielt, für die Eminem ebenso bekannt ist“. Weiterhin lobte sie Charli XCX für die „angenehme Unterbrechung des Songs, welches zu Azaleas rebellischem Stil passt“. Bill Lamb von About.com lobte ebenfalls den Gesang Charli XCXs, fand den Song aber insgesamt „ein Stück zu recycelt“. David Maurer von Laut.de schrieb, dass „Charli XCXs Ohrwurm-Hook die Nummer endgültig in einen Club-Banger verwandelt“. Laut Kevin Holtmann von Plattentests.de, erinnert der Song etwas an Kesha, lädt aber „zum abendlichen Rhythmustanz ein“.

## Kommerzieller Erfolg
Fancy erreichte am 1. Juni 2014 den ersten Platz der Billboard Hot 100 und hielt sich dort sieben Wochen lang. Er ist sowohl Azaleas als auch Charli XCX’s erster Nummer-eins-Hit in den amerikanischen Singlecharts. Des Weiteren ist Azalea die erste weibliche australische Künstlerin seit Olivia Newton-John, die den Gipfel der amerikanischen Singlecharts besteigen konnte. Der Song Problem, an dem Azalea ebenfalls beteiligt war, kletterte zwischenzeitlich auf Platz zwei, so dass Azalea die beiden vorderen Plätze der Billboard Hot 100 erreichte. Mittlerweile wurde der Song von der Recording Industry Association of America mit 5-fach Platin ausgezeichnet. Im Vereinigten Königreich erreichte Fancy die Top Fünf der britischen Singlecharts und wurde mit Platin ausgezeichnet. In Azaleas Heimatland Australien erreichte der Song Platz 5 und wurde mittlerweile mit Dreifach-Platin ausgezeichnet. In Neuseeland und Kanada erreichte der Song ebenfalls Platz 1. Im deutschsprachigen Raum war Fancy weniger erfolgreich. In Deutschland schaffte es der Song auf Platz 51 und blieb insgesamt 15 Wochen in den Charts. Auch in Österreich mit Platz 46 und in der Schweiz mit Platz 47 wurden keine höheren Chartplatzierungen erreicht.
Fancy wurde zum Billboard Sommerhit 2014 gewählt. Bei den Teen Choice Awards 2014 gewann der Song die Kategorie Choice R&B/Hip-Hop Song und war zusätzlich in den Kategorien Choice Summer Song und Choice Single Female Artist nominiert. Bei den MTV Video Music Awards 2014 war das zugehörige Musikvideo in den Kategorien Video of the Year, Best Female Video, Best Pop Video und Best Art Direction nominiert, konnte jedoch keine Kategorie gewinnen.

### Chartplatzierungen
| ChartsChartplatzierungen       | Höchstplatzierung | Wochen |
| ------------------------------ | ----------------- | ------ |
| Australien (ARIA)              | 5 (30 Wo.)        | 30     |
| Deutschland (GfK)              | 51 (19 Wo.)       | 19     |
| Neuseeland (RMNZ)              | 1 (21 Wo.)        | 21     |
| Österreich (Ö3)                | 46 (16 Wo.)       | 16     |
| Schweiz (IFPI)                 | 47 (12 Wo.)       | 12     |
| Vereinigte Staaten (Billboard) | 1 (39 Wo.)        | 39     |
| Vereinigtes Königreich (OCC)   | 5 (39 Wo.)        | 39     |

| ChartsJahrescharts (2014)      | Platzierung |
| ------------------------------ | ----------- |
| Australien (ARIA)              | 12          |
| Neuseeland (RMNZ)              | 16          |
| Vereinigte Staaten (Billboard) | 4           |
| Vereinigtes Königreich (OCC)   | 31          |

| ChartsJahrescharts (2010–2019) | Platzierung |
| ------------------------------ | ----------- |
| Vereinigte Staaten (Billboard) | 62          |

### Auszeichnungen für Musikverkäufe
Fancy wurde weltweit mit 2× Gold, 22× Platin und 1× Diamant ausgezeichnet. Damit wurde die Single laut Auszeichnungen mehr als 11,3 Millionen Mal verkauft.
| Land/Region                  | Auszeichnungen für Musikverkäufe (Land/Region, Auszeichnung, Verkäufe) | Verkäufe   |
| ---------------------------- | ---------------------------------------------------------------------- | ---------- |
| Australien (ARIA)            | 4× Platin                                                              | 280.000    |
| Brasilien (PMB)              | Diamant                                                                | 250.000    |
| Deutschland (BVMI)           | Gold                                                                   | 150.000    |
| Italien (FIMI)               | Platin                                                                 | 50.000     |
| Kanada (MC)                  | 3× Platin                                                              | 346.000    |
| Neuseeland (RMNZ)            | 3× Platin                                                              | 90.000     |
| Schweden (IFPI)              | 2× Platin                                                              | 80.000     |
| Spanien (Promusicae)         | Gold                                                                   | 20.000     |
| Vereinigte Staaten (RIAA)    | 9× Platin                                                              | 9.000.000  |
| Vereinigtes Königreich (BPI) | 2× Platin                                                              | 1.300.000  |
| Insgesamt                    | 2× Gold · 24× Platin · 1× Diamant ·                                    | 11.566.000 |

Hauptartikel: Iggy Azalea/Auszeichnungen für Musikverkäufe
Musikstreaming

| Land/Region          | Auszeichnungen für Musikverkäufe (Land/Region, Auszeichnung, Verkäufe) | Verkäufe  |
| -------------------- | ---------------------------------------------------------------------- | --------- |
| Dänemark (IFPI)      | Platin                                                                 | 2.600.000 |
| Spanien (Promusicae) | Gold                                                                   | 4.000.000 |
| Insgesamt            | 1× Gold · 1× Platin ·                                                  | 6.600.000 |

Hauptartikel: Iggy Azalea/Auszeichnungen für Musikverkäufe

## Musikvideo
Das Musikvideo von Fancy stellt eine Hommage an die Teenager-Komödie Clueless – Was sonst! aus dem Jahr 1995 dar. Das Video wurde an demselben Drehort wie der Film gedreht. Das Video startet mit Iggy Azalea in ihrer Garderobe, welche per Tablet das perfekt passende Outfit für ihren Vortrag während des Schulunterrichtes aussucht, ähnlich der Hauptfigur aus Clueless Cher Horowitz. Nach einer Szene mit einigen Cheerleadern, wird der Schulhof gefilmt, auf dem Charli XCX und Iggy Azalea an einem Tisch sitzen und erstere die Hookline singt. Das Video zeigt dann einen Tennisplatz, bei der die Hauptfigur an einem Gitterzaun mit einigen anderen Charakteren tanzt. Abwechselnd dazu sieht man Iggy Azalea mit zwei weiteren Charakteren, welche die Rolle von Azaleas bester Freundin und ihrem festen Freund spielen (inspiriert von der Rolle der Dionne Davenport und ihres Freundes Murray aus Clueless), in einem Auto auf einem Highway fahren. Das Video wechselt dann zu einer modernen Version der Party aus dem Film, bei der die beiden Hauptfiguren mit ihrem Cabrio ankommen. Das Video endet mit Azalea und Charli XCX in der Schule.
Bis Januar 2021 hatte das Video über eine Milliarde Aufrufe auf YouTube.